# Autoba leucograpta
Autoba leucograpta là một loài bướm đêm trong họ Erebidae.